# Idana marginata
Idana marginata är en tvåvingeart som först beskrevs av Thomas Say 1830.  Idana marginata ingår i släktet Idana och familjen fläckflugor. Inga underarter finns listade i Catalogue of Life.